# Nuestra Señora de la Paz (Tihaljina)
Nuestra Señora de la Paz es una obra anónima realizada en 1985. Está ubicada en la Iglesia de San Elías de Tihaljina, en Grude (Bosnia y Herzegovina).

## Historia

### Leyendas
La Iglesia de San Elías de Tihaljina fue construida en su mayoría en la década de 1960; se afirma que en ese entonces el sacerdote Jozo Zovko, durante una visita a Roma, contempló una imagen de la Virgen que se propuso adquirir con el fin de llevarla a Tihaljina, realizando la solicitud correspondiente para que la imagen fuese enviada (también se afirma que la adquisición fue realizada por el párroco Jakov Lovrić en 1971). No obstante, bajo el régimen comunista imperante en la antigua República Socialista de Bosnia y Herzegovina, las iglesias y demás organizaciones de carácter religioso no disponían de ningún tipo de ayuda económica, por lo que debían subsistir con donaciones privadas. En el caso de Tihaljina la situación era todavía más compleja debido a la débil economía de la zona, llegando algunos feligreses a trabajar como obreros para que el templo pudiese ser erigido. Tras la llegada de la imagen al país, los habitantes quedaron consternados al descubrir que los gastos de envío, junto con las tarifas especiales y los impuestos que gravaban la importación, ascendían a casi la misma cantidad de dinero invertida en la construcción de la iglesia, por lo que se corría el riesgo de que, ante la falta de fondos, la estatua fuese devuelta a Roma o permaneciese retenida en la aduana, con el consiguiente deterioro. Sin embargo, gracias a los esfuerzos y sacrificios de los fieles de Tihaljina se logró reunir el dinero suficiente para traer la imagen, la cual habría llegado al pueblo supuestamente en 1971.
Según otra versión, ofrecida por el padre Branimir al periodista Paolo Brosio:

Mi hermano Jakov Lovrić llegó a Roma con otro sacerdote, el hermano Andria Nikic, que hablaba italiano, ¡rezando para poder encontrar una estatua que no tuviera un precio superior al de la vaca parroquial! Y mira, privarte de esa vaca, que era una excelente vaca reproductora, significaba renunciar a la carne roja durante años, porque no había otras en aquella época, allá por el año 1960. Prácticamente el párroco tuvo que vender una vaca propiedad de la parroquia y con las ganancias compró la estatua de la Virgen. Esto explica las dificultades de las familias en aquellos años 60, en pleno régimen comunista, cuando rezaban para seguir sobreviviendo en medio de los problemas. Esta historia de la vaca es una señal para entender lo que eran capaces de hacer en aquellos tiempos, por su parroquia, por la iglesia y para ayudarse unos a otros. En otras palabras quiero decir que el pueblo se solidarizó en las dificultades. En los monasterios y en las iglesias, en los años cincuenta y sesenta, no había ni siquiera qué comer, era difícil encontrar pan, y por eso creo que aquí, con esta estatua tan particular, de la que se habla en todo el mundo, Dios quiso dar una señal: Dios da recompensas, pero no todos los días. Y si Él premió a esta iglesia con esta Virgen significa que realmente hemos pasado por malos momentos.: 109–110 

### Origen
Pese a que los relatos anteriores han sido tomados como verídicos además de ser el primero de ellos la versión más difundida sobre la llegada de la estatua a Tihaljina, en realidad estas narraciones constituyen una falsedad (al menos en parte) puesto que los orígenes de la imagen son diferentes. En la base de la escultura se halla una placa desgastada con la inscripción «STATUARIA SACRA, Borgo Vittorio 61 Roma, telefono 564554»;: 111  la figura fue fabricada en 1985 por la empresa Mar Statue Sacre (entonces Statuaria Sacra), propiedad de Margherita de Berardinis y con sede en el n.º 61 de la calle Borgo Vittorio de Roma, cerca de la plaza de San Pedro. Según declaraciones de Enrico (hijo de Margherita) a Brosio:

Nuestra empresa existe desde finales del siglo xix: era una antigua fábrica de estatuas de yeso, Rosa Zanazio & c., luego comprada por Marta s.n.c. Se la adquirimos el 1° de abril de 1984 a estos propietarios. La tienda se vendió durante la remodelación de Via della Conciliazione; la sede ha sido trasladada varias veces, incluso cerca del Panteón. Cuando volvimos a empezar, la tienda estaba prácticamente vacía: ¿crees que se han perdido muchas hermosas estatuas de yeso, incluso los moldes de estatuas famosas que nunca podrán recuperarse? Lo que nos queda son algunas fotografías históricas extraordinarias en blanco y negro de donde podemos reconstruir la historia de esta empresa y sobre todo el estilo de hacer arte sacro en Italia en esos años, una documentación muy importante. Cuando vendimos la estatua yo era muy joven, y por lo que me dijo mi madre, en 1985 llegó a la tienda una persona de confianza del hermano Jozo Zovko para encargar una estatua de la Virgen. Confiamos la obra a un escultor de origen alemán, probablemente aún vivo, que eligió como modelo para el rostro de la Virgen a su esposa, bosnia, originaria de un lugar a pocos kilómetros de Tihaljina. A partir del modelo que hizo el escultor, intentamos hacer estatuas más pequeñas, pero nunca pudimos reproducir la dulzura que expresa ese rostro.: 111 

El padre Jozo, quien deseaba adquirir una imagen de la Virgen para destinarla a Tihaljina, envió a varias personas alrededor del mundo para que tomasen fotografías de diversas estatuas marianas con el fin de elegir entre todas ellas la que más se pareciese a María desde su punto de vista, si bien la figura tenía que ser idéntica a una imagen presente en la Iglesia de San Elías desde 1970-1971. Finalmente la elegida fue una estatua de Mar Statue Sacre, siendo el encargo realizado en 1985 por un enviado del sacerdote;: 112  es posible que el precio de venta se situase en torno a 1 778 000 liras italianas, equivalente a poco más de 80 000 dinares yugoslavos, cantidad que representaba alrededor del 20% del salario promedio de un yugoslavo para 1988.: 81  La imagen escogida no era sin embargo del agrado del padre Jozo, quien rechazó entre otras cosas la policromía (completamente distinta a la actual), por lo que se efectuaron numerosos retoques al modelo original, especificando el mensajero que el deseo del sacerdote era que la cara reflejase dulzura, que los colores fuesen suaves y que las manos estuviesen abiertas a imagen y semejanza de la Inmaculada Concepción.: 112  De acuerdo con el testimonio de Margherita, el rostro ya existía con anterioridad al encargo y fue escogido por ella misma siguiendo las directrices marcadas: 

[...] me la pidieron en 1985. [...] me hice cargo de la tienda el 1° de abril de 1984. El padre Jozo no vino sino otra persona y me dijo cómo el padre la quería. Me dio todas las características: quería un rostro muy dulce, colores suaves, se recomendó para esta en particular: quería las manos abiertas, como en la típica imagen de la Inmaculada Concepción. Para mí fue la venta de una estatua normal como muchas otras... tuvimos que hacer varios cambios, y nos pareció entender, en fin... que ni siquiera tenían mucho dinero. La cara ya existía, la elegí yo misma, por iniciativa propia siguiendo su descripción.: 112 

En lo tocante a la autoría de la obra, cabe destacar que esta fue elaborada a lo largo de una serie de procesos (escultura, pintura, etc.) en los cuales intervinieron varios profesionales, motivo por el que la imagen no puede ser atribuida a un único artista, pues aunque la fase de esculpido fue acometida por una sola persona, esta formaba parte de un equipo de trabajo, con la propia Mar Statue Sacre adjudicando la pieza a todo el personal al considerarla una obra de taller.

## Descripción

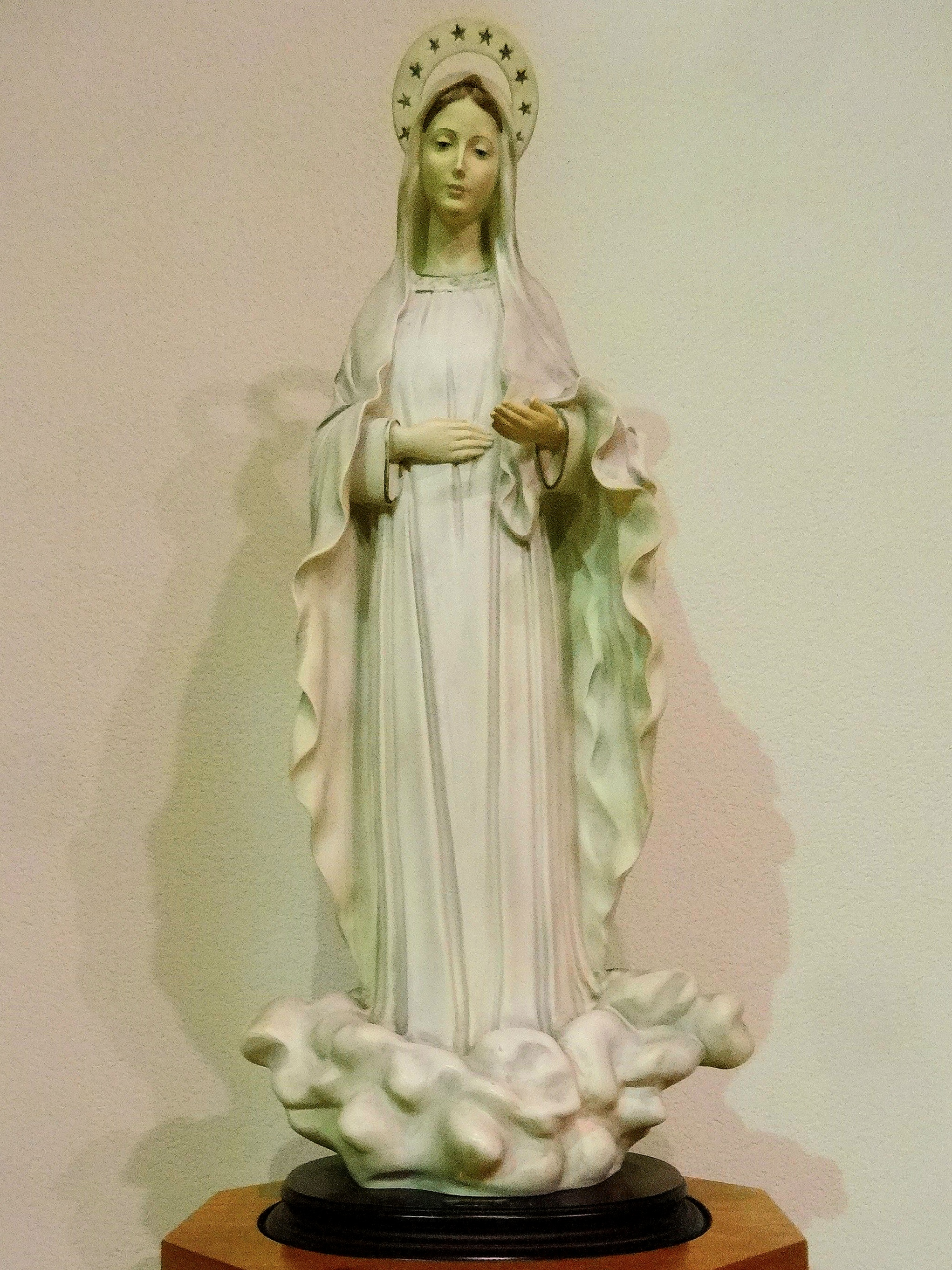
Imagen de Nuestra Señora de la Paz en la Parroquia de Santa María de Gracia de Jesús, en Barcelona (España). A diferencia de la estatua de Tihaljina, esta sí se corresponde con la iconografía de la Virgen de Medjugorje.

La imagen, de 180 cm de altura y elaborada en fibra de vidrio, muestra a la Virgen de pie sobre una superficie semiesférica con ambos brazos extendidos y levemente erguidos hacia delante, con las manos abiertas. Vestida con túnica, velo y manto, la pierna izquierda se halla ligeramente flexionada, lo que crea un contrapposto que ayuda a dotar de movimiento y naturalidad a la figura, creando a su vez un rítmico esquema de pliegues en la túnica, la cual luce profusos drapeados sobre la zona donde esta se ciñe con un cíngulo. La cabeza se encuentra coronada por una aureola de doce estrellas en representación de las doce tribus de Israel mientras que el rostro, con ojos de cristal y de gran realismo, muestra a María con aspecto joven, semblante relajado, la vista dirigida al suelo y una leve sonrisa, todo ello enmarcado por el velo, el cual deja al descubierto parte de la cabellera, de un intenso color marrón oscuro. Respecto a la policromía, los colores fueron escogidos por el padre Jozo: rosa para la túnica, azul para el manto y blanco para el velo, todo ribeteado en dorado. No obstante, los tonos que actualmente exhibe la estatua, la cual nunca ha sido restaurada, no poseen la misma intensidad que los elegidos por el sacerdote ya que la imagen se fue decolorando con el paso del tiempo debido a su exposición a la luz solar, esto como consecuencia de estar elaborada en fibra de vidrio.
En lo relativo a la iconografía, pese a recibir el título de Nuestra Señora de la Paz, María aparece en realidad en su advocación de la Virgen de la Medalla Milagrosa o Nuestra Señora de las Gracias; en esta iconografía María figura con idéntica vestimenta y pose, además de hallarse sobre una serpiente con una manzana en la boca (representación del Demonio) del mismo modo que la estatua de Tihaljina. En ambas representaciones la policromía coincide tanto en el velo como en el manto, si bien la túnica en las ilustraciones de la Virgen de la Medalla Milagrosa es de color blanco, en base a lo cual se deduce que este debía de ser el tono original de la túnica en el modelo creado por Mar Statue Sacre. Pese a que la estatua es mundialmente conocida como Nuestra Señora de la Paz, en realidad esta denominación no es correcta puesto que esta advocación ya cuenta con su propia iconografía, en la que la Virgen aparece completamente vestida de blanco, con la mano derecha posada sobre el pecho o el vientre y el brazo izquierdo extendido, a veces portando un rosario.

## Legado
La imagen de Nuestra Señora de la Paz de Tihaljina adquirió fama a nivel mundial gracias a la difusión de una postal elaborada por una empresa ubicada en Verdello (Bérgamo). A raíz de imprimirse una fotografía de la figura en un calendario, el padre Jozo tuvo la idea de crear una postal con esa misma instantánea en el anverso, colocando en el reverso los mensajes de la Virgen de Medjugorje divididos en cinco puntos en referencia a las cinco piedras con las que David dio muerte a Goliat: el rezo del rosario, la Eucaristía, la Biblia, el ayuno y la confesión mensual. A mayores, el sacerdote mandó traducir la postal a los idiomas más hablados en todo el mundo y dispuso que los peregrinos se la colocasen en el corazón, logrando de esta forma una amplia difusión de la misma.: 116  Actualmente la estatua figura en multitud de productos, tales como pósteres, estampitas, libros, murales, llaveros, lapiceros, adhesivos, etc., además de venderse réplicas de la misma en diversos tamaños de forma masiva como suvenir. Del mismo modo, Tihaljina se ha convertido en lugar de peregrinaje para numerosos fieles que acuden al pueblo con el fin de contemplar y orar ante la imagen, la cual, según testigos, ha llegado a mover los brazos y a cambiar la expresión de su rostro.
La fama de la escultura ha llevado a que la misma se haya convertido en la imagen representativa de las apariciones de Medjugorje; la figura ha llegado incluso a ser llamada incorrectamente «Nuestra Señora de Medjugorje» o «Virgen de Medjugorje», obviando de esta forma la iconografía oficial para ilustrar esta advocación mariana, la cual se corresponde con la representación de Nuestra Señora de la Paz, cuya denominación se usa erróneamente para referirse a la estatua de Tihaljina, que en realidad representa a la Virgen de la Medalla Milagrosa. Sumado a lo anterior, la popularidad de la imagen ha llevado a la existencia de numerosas réplicas repartidas por todo el mundo, algunas en lugares tan distantes de Bosnia como Barcelona (España), Wisconsin (Estados Unidos), Valledupar (Colombia) y Montevideo (Uruguay), esta última reportada como milagrosa en 2014 por haber sido vista derramando lágrimas. Actualmente la empresa Mar Statue Sacre elabora reproducciones de la estatua ya que sigue siendo propietaria de los moldes; cada una de estas copias, con la policromía adaptada a la imagen de Tihaljina, se vende a día de hoy por aproximadamente 3000 euros sin contar gastos de envío, siendo por lo general un mes y medio el periodo entre el encargo y la fabricación y vendiéndose a comienzos de la década de 2010 una media de veinte réplicas al año. Así mismo, muchos clientes han solicitado copias de la imagen a menor escala; el mismo escultor que creó la estatua de Tihaljina trató de fabricar una figura idéntica de 150 cm, si bien esta reproducción no llegó a igualar la belleza y dulzura de la original.: 113 